# Marcus Flavius Postumus
Marcus Flavius Postumus (vollständige Namensform Marcus Flavius Titi filius Quirina Postumus) war ein im 2. Jahrhundert n. Chr. lebender römischer Politiker. Durch eine Inschrift, die in Cirta gefunden wurde, ist seine Laufbahn bekannt, die in der Inschrift als cursus inversus, d. h. in absteigender Reihenfolge wiedergegeben ist.
Postumus übte zunächst das Amt eines Quaestors aus und wurde danach curator von Ardea. Durch Antoninus Pius (138–161) wurde er unter die Tribunizier aufgenommen (adlecto inter tribunicios ab Imperatore Antonino Augusto). Im Anschluss war er Praetor, bevor er Kommandeur (Legatus legionis) der  Legio VI Ferrata wurde, die ihr Hauptlager in Caparcotna in der Provinz Syria Palaestina hatte. Danach ging er als Legatus Augusti in einer außerordentlichen Mission nach Gallien (ordinato in Gallia ad quinque fasces). Zuletzt übernahm er in Rom im Range eines Praefectus für drei Jahre die Verwaltung des Aerarium militare.
Postumus war in der Tribus Quirina eingeschrieben und stammte höchstwahrscheinlich aus Cirta. Darüber hinaus war er Patron der vier coloniae Cirtenses; durch eine weitere Inschrift, die in Minturnae gefunden wurde, ist belegt, dass er auch dort Patron war.